# 妙高村 (新潟県中頸城郡2005年)
妙高村（みょうこうむら）は、かつて新潟県中頸城郡におかれていた村。新井市への通勤率は14.7%（平成12年国勢調査）。2005年4月1日に同郡妙高高原町とともに新井市に編入され、妙高市と改称した。

## 地理
- 山：妙高山、火打山、斑尾山
- 河川：関川、土路川、太田切川
- 湖沼：沼池（ぬまのいけ）

### 隣接していた自治体
- 新潟県
  - 新井市（現 妙高市）
  - 糸魚川市
  - 上越市
  - 中頸城郡妙高高原町（現 妙高市）
- 長野県
  - 飯山市
  - 上水内郡信濃町

## 歴史
- 1955年（昭和30年）3月31日 - 中頸城郡関山村、大鹿村、豊葦村及び原通村の大沢新田、小原新田、大原新田（字祖父竹以外）を除く地域が合併して妙高村となる。
- 2004年（平成16年） 村制50周年をむかえ、各種記念行事が行われた。
- 2005年（平成17年）4月1日 - 新井市が本村と妙高高原町を編入後、改称して妙高市となる。

## 行政
- 村長
  - 望月敏政（1955年5月1日 - 1959年4月19日 / 1963年5月1日 - 1971年3月16日）
  - 笹川清信（1959年5月1日 - 1963年4月30日）
  - 岡本一郎（1971年4月25日 - 1982年3月16日）
  - 水野法隆（1982年5月5日 - 1994年5月4日）
  - 宮澤英雄（1994年5月5日 - 2000年3月31日）
  - 織立信明（2000年4月23日 - 2005年3月31日）

## 産業
稲作を中心とした農業が主体である。商品作物としては葉タバコ、トマトが知られている。関温泉、燕温泉、斑尾高原などの観光地では観光業に従事する人が多い。

## 姉妹都市・提携都市

### 海外
- シュルンス村
- チャグンス村

## 教育
- 全日本ウインタースポーツ専門学校
- 妙高中学校
- 関山小学校（原通小・大鹿小の2校を統合し、2005年4月1日妙高小学校に改称）
- 原通小学校（関山小学校へ統合により廃校）
- 大鹿小学校（関山小学校へ統合により廃校）

## 交通

### 鉄道路線
- 東日本旅客鉄道（JR東日本）
  - 信越本線 - 関山駅

### 道路
- 高速道路
  - 上信越自動車道
    - 妙高サービスエリア
- 一般国道
  - 国道18号
- 主要地方道
  - 新潟県道39号妙高高原公園線
  - 新潟県道97号飯山斑尾新井線

## 名所・旧跡・観光スポット・祭事・催事
- 惣滝（日本の滝百選）
- 妙高高原温泉郷（妙高高原町にまたがる）
  - 関温泉・燕温泉（国民保養温泉地）
    - 関温泉スキー場
- 妙高パインバレー
- 妙高少年自然の家
- 豊葦地区
  - 樽本温泉（上樽本健康管理センター）
  - 峠隧道用水
  - 沼池（ぬまのいけ）/俗称：希望湖（のぞみこ）
  - 沼の原湿原
  - 斑尾高原
- 関山神社（火祭り）